# Zarządy województw VII kadencji

Początkowe koalicje w sejmikach (według komitetów wyborczych)

Zarządy województw VII kadencji – składy 16 zarządów województw w Polsce VII kadencji (2024–2029) wybranych w następstwie wyborów samorządowych.

## Zarząd Województwa Dolnośląskiego VII kadencji
| Funkcja                                    | Imię i nazwisko (reprezentowane ugrupowanie) | Imię i nazwisko (reprezentowane ugrupowanie) | Czas pełnienia funkcji | Czas pełnienia funkcji |
| Funkcja                                    | Imię i nazwisko (reprezentowane ugrupowanie) | Imię i nazwisko (reprezentowane ugrupowanie) | Od                     | Do                     |
| ------------------------------------------ | -------------------------------------------- | -------------------------------------------- | ---------------------- | ---------------------- |
| Marszałek Województwa Dolnośląskiego       |                                              | Paweł Gancarz (PSL)                          | 21 maja 2024(dts)      |                        |
| Wicemarszałek Województwa Dolnośląskiego   |                                              | Wojciech Bochnak (PO)                        | 21 maja 2024(dts)      |                        |
| Wicemarszałek Województwa Dolnośląskiego   |                                              | Michał Rado (BS)                             | 21 maja 2024(dts)      |                        |
| Członek Zarządu Województwa Dolnośląskiego |                                              | Natalia Gołąb                                | 21 maja 2024(dts)      |                        |
| Członek Zarządu Województwa Dolnośląskiego |                                              | Jarosław Rabczenko (PO)                      | 21 maja 2024(dts)      |                        |

## Zarząd Województwa Kujawsko-Pomorskiego VII kadencji
| Funkcja                                          | Imię i nazwisko (reprezentowane ugrupowanie) | Imię i nazwisko (reprezentowane ugrupowanie) | Czas pełnienia funkcji | Czas pełnienia funkcji |
| Funkcja                                          | Imię i nazwisko (reprezentowane ugrupowanie) | Imię i nazwisko (reprezentowane ugrupowanie) | Od                     | Do                     |
| ------------------------------------------------ | -------------------------------------------- | -------------------------------------------- | ---------------------- | ---------------------- |
| Marszałek Województwa Kujawsko-Pomorskiego       |                                              | Piotr Całbecki (PO)                          | 9 maja 2024(dts)       |                        |
| Wicemarszałek Województwa Kujawsko-Pomorskiego   |                                              | Aneta Jędrzejewska (PSL)                     | 9 maja 2024(dts)       |                        |
| Wicemarszałek Województwa Kujawsko-Pomorskiego   |                                              | Zbigniew Ostrowski (PO)                      | 9 maja 2024(dts)       |                        |
| Członek Zarządu Województwa Kujawsko-Pomorskiego |                                              | Dariusz Kurzawa (PSL)                        | 9 maja 2024(dts)       |                        |
| Członek Zarządu Województwa Kujawsko-Pomorskiego |                                              | Marek Wojtkowski (PO)                        | 9 maja 2024(dts)       |                        |

## Zarząd Województwa LubelskiegoVII kadencji
| Funkcja                                 | Imię i nazwisko (reprezentowane ugrupowanie) | Imię i nazwisko (reprezentowane ugrupowanie) | Czas pełnienia funkcji | Czas pełnienia funkcji |
| Funkcja                                 | Imię i nazwisko (reprezentowane ugrupowanie) | Imię i nazwisko (reprezentowane ugrupowanie) | Od                     | Do                     |
| --------------------------------------- | -------------------------------------------- | -------------------------------------------- | ---------------------- | ---------------------- |
| Marszałek Województwa Lubelskiego       |                                              | Jarosław Stawiarski (PiS)                    | 7 maja 2024(dts)       |                        |
| Wicemarszałek Województwa Lubelskiego   | Piotr Breś (PiS)                             | 7 maja 2024(dts)                             |                        |                        |
| Wicemarszałek Województwa Lubelskiego   | Marek Wojciechowski (PiS)                    | 7 maja 2024(dts)                             |                        |                        |
| Członek Zarządu Województwa Lubelskiego | Jarosław Kwasek (PiS)                        | 7 maja 2024(dts)                             |                        |                        |
| Członek Zarządu Województwa Lubelskiego | Marcin Szewczak (PiS)                        | 7 maja 2024(dts)                             |                        |                        |

## Zarząd Województwa Lubuskiego VII kadencji
| Funkcja                                | Imię i nazwisko (reprezentowane ugrupowanie) | Imię i nazwisko (reprezentowane ugrupowanie) | Czas pełnienia funkcji | Czas pełnienia funkcji |
| Funkcja                                | Imię i nazwisko (reprezentowane ugrupowanie) | Imię i nazwisko (reprezentowane ugrupowanie) | Od                     | Do                     |
| -------------------------------------- | -------------------------------------------- | -------------------------------------------- | ---------------------- | ---------------------- |
| Marszałek Województwa Lubuskiego       |                                              | Marcin Jabłoński (PO)                        | 20 maja 2024(dts)      |                        |
| Wicemarszałek Województwa Lubuskiego   | Sebastian Ciemnoczołowski (PO)               | 20 maja 2024(dts)                            |                        |                        |
| Wicemarszałek Województwa Lubuskiego   | Grzegorz Potęga (PO)                         | 20 maja 2024(dts)                            |                        |                        |
| Członek Zarządu Województwa Lubuskiego |                                              | Zbigniew Kołodziej (PSL)                     | 20 maja 2024(dts)      |                        |
| Członek Zarządu Województwa Lubuskiego | Jacek Urbański (PSL)                         | 20 maja 2024(dts)                            |                        |                        |

## Zarząd Województwa Łódzkiego VII kadencji
| Funkcja                               | Imię i nazwisko (reprezentowane ugrupowanie) | Imię i nazwisko (reprezentowane ugrupowanie) | Czas pełnienia funkcji | Czas pełnienia funkcji |
| Funkcja                               | Imię i nazwisko (reprezentowane ugrupowanie) | Imię i nazwisko (reprezentowane ugrupowanie) | Od                     | Do                     |
| ------------------------------------- | -------------------------------------------- | -------------------------------------------- | ---------------------- | ---------------------- |
| Marszałek Województwa Łódzkiego       |                                              | Joanna Skrzydlewska (PO)                     | 11 czerwca 2024(dts)   |                        |
| Wicemarszałek Województwa Łódzkiego   |                                              | Agnieszka Ryś (Polska 2050)                  | 11 czerwca 2024(dts)   |                        |
| Wicemarszałek Województwa Łódzkiego   |                                              | Piotr Wojtysiak (PSL)                        | 11 czerwca 2024(dts)   |                        |
| Członek Zarządu Województwa Łódzkiego | Artur Bagieński (PSL)                        | 11 czerwca 2024(dts)                         |                        |                        |
| Członek Zarządu Województwa Łódzkiego |                                              | Artur Ostrowski (NL)                         | 11 czerwca 2024(dts)   |                        |

## Zarząd Województwa Małopolskiego VII kadencji
| Funkcja                                   | Imię i nazwisko (reprezentowane ugrupowanie) | Imię i nazwisko (reprezentowane ugrupowanie) | Czas pełnienia funkcji | Czas pełnienia funkcji |
| Funkcja                                   | Imię i nazwisko (reprezentowane ugrupowanie) | Imię i nazwisko (reprezentowane ugrupowanie) | Od                     | Do                     |
| ----------------------------------------- | -------------------------------------------- | -------------------------------------------- | ---------------------- | ---------------------- |
| Marszałek Województwa Małopolskiego       |                                              | Łukasz Smółka (PiS)                          | 4 lipca 2024(dts)      |                        |
| Wicemarszałek Województwa Małopolskiego   | Witold Kozłowski (PiS)                       | 4 lipca 2024(dts)                            |                        |                        |
| Wicemarszałek Województwa Małopolskiego   | Ryszard Pagacz (PiS)                         | 4 lipca 2024(dts)                            |                        |                        |
| Członek Zarządu Województwa Małopolskiego | Iwona Gibas (PiS)                            | 4 lipca 2024(dts)                            |                        |                        |
| Członek Zarządu Województwa Małopolskiego | Marta Malec-Lech (PiS)                       | 4 lipca 2024(dts)                            |                        |                        |

## Zarząd Województwa Mazowieckiego
| Funkcja                                   | Imię i nazwisko (reprezentowane ugrupowanie) | Imię i nazwisko (reprezentowane ugrupowanie) | Czas pełnienia funkcji | Czas pełnienia funkcji |
| Funkcja                                   | Imię i nazwisko (reprezentowane ugrupowanie) | Imię i nazwisko (reprezentowane ugrupowanie) | Od                     | Do                     |
| ----------------------------------------- | -------------------------------------------- | -------------------------------------------- | ---------------------- | ---------------------- |
| Marszałek Województwa Mazowieckiego       |                                              | Adam Struzik (PSL)                           | 10 czerwca 2024(dts)   |                        |
| Wicemarszałek Województwa Mazowieckiego   |                                              | Wiesław Raboszuk (PO)                        | 10 czerwca 2024(dts)   |                        |
| Wicemarszałek Województwa Mazowieckiego   | Rafał Rajkowski (PO)                         | 10 czerwca 2024(dts)                         |                        |                        |
| Członek Zarządu Województwa Mazowieckiego | Anna Brzezińska (PO)                         | 10 czerwca 2024(dts)                         |                        |                        |
| Członek Zarządu Województwa Mazowieckiego |                                              | Janina Orzełowska (PSL)                      | 10 czerwca 2024(dts)   |                        |

## Zarząd Województwa Opolskiego VII kadencji
| Funkcja                                | Imię i nazwisko (reprezentowane ugrupowanie) | Imię i nazwisko (reprezentowane ugrupowanie) | Czas pełnienia funkcji | Czas pełnienia funkcji |
| Funkcja                                | Imię i nazwisko (reprezentowane ugrupowanie) | Imię i nazwisko (reprezentowane ugrupowanie) | Od                     | Do                     |
| -------------------------------------- | -------------------------------------------- | -------------------------------------------- | ---------------------- | ---------------------- |
| Marszałek Województwa Opolskiego       |                                              | Andrzej Buła (PO)                            | 9 maja 2024(dts)       | 9 czerwca 2024(dts)    |
| Wicemarszałek Województwa Opolskiego   |                                              | Zuzanna Donath-Kasiura (ŚS)                  | 9 maja 2024(dts)       | 12 czerwca 2024(dts)   |
| Wicemarszałek Województwa Opolskiego   | 12 czerwca 2024(dts)                         | Zuzanna Donath-Kasiura (ŚS)                  |                        |                        |
| Wicemarszałek Województwa Opolskiego   |                                              | Zbigniew Kubalańca (PO)                      | 9 maja 2024(dts)       | 12 czerwca 2024(dts)   |
| Wicemarszałek Województwa Opolskiego   | 12 czerwca 2024(dts)                         | Zbigniew Kubalańca (PO)                      |                        |                        |
| Członek Zarządu Województwa Opolskiego | Szymon Ogłaza (PO)                           | 9 maja 2024(dts)                             | 12 czerwca 2024(dts)   |                        |
| Marszałek Województwa Opolskiego       | Szymon Ogłaza (PO)                           | 12 czerwca 2024(dts)                         |                        |                        |
| Członek Zarządu Województwa Opolskiego | Robert Węgrzyn (PO)                          | 9 maja 2024(dts)                             | 12 czerwca 2024(dts)   |                        |
| Członek Zarządu Województwa Opolskiego | Robert Węgrzyn (PO)                          | 12 czerwca 2024(dts)                         |                        |                        |
| Członek Zarządu Województwa Opolskiego |                                              | Antoni Konopka (PSL)                         | 10 lipca 2024(dts)     |                        |

## Zarząd Województwa Podkarpackiego VII kadencji
| Funkcja                                    | Imię i nazwisko (reprezentowane ugrupowanie) | Imię i nazwisko (reprezentowane ugrupowanie) | Czas pełnienia funkcji | Czas pełnienia funkcji |
| Funkcja                                    | Imię i nazwisko (reprezentowane ugrupowanie) | Imię i nazwisko (reprezentowane ugrupowanie) | Od                     | Do                     |
| ------------------------------------------ | -------------------------------------------- | -------------------------------------------- | ---------------------- | ---------------------- |
| Marszałek Województwa Podkarpackiego       |                                              | Władysław Ortyl (PiS)                        | 6 maja 2024(dts)       |                        |
| Wicemarszałek Województwa Podkarpackiego   | Karol Ożóg (PiS)                             | 6 maja 2024(dts)                             |                        |                        |
| Wicemarszałek Województwa Podkarpackiego   | Piotr Pilch (PiS)                            | 6 maja 2024(dts)                             |                        |                        |
| Członek Zarządu Województwa Podkarpackiego | Anna Huk (PiS)                               | 6 maja 2024(dts)                             |                        |                        |
| Członek Zarządu Województwa Podkarpackiego | Małgorzata Jarosińska-Jedynak (PiS)          | 6 maja 2024(dts)                             |                        |                        |

## Zarząd Województwa Podlaskiego VII kadencji
| Funkcja                                 | Imię i nazwisko (reprezentowane ugrupowanie) | Imię i nazwisko (reprezentowane ugrupowanie) | Czas pełnienia funkcji | Czas pełnienia funkcji |
| Funkcja                                 | Imię i nazwisko (reprezentowane ugrupowanie) | Imię i nazwisko (reprezentowane ugrupowanie) | Od                     | Do                     |
| --------------------------------------- | -------------------------------------------- | -------------------------------------------- | ---------------------- | ---------------------- |
| Marszałek Województwa Podlaskiego       |                                              | Łukasz Prokorym (PO)                         | 7 maja 2024(dts)       |                        |
| Wicemarszałek Województwa Podlaskiego   |                                              | Wiesława Burnos                              | 7 maja 2024(dts)       |                        |
| Wicemarszałek Województwa Podlaskiego   | Marek Malinowski                             | 7 maja 2024(dts)                             |                        |                        |
| Członek Zarządu Województwa Podlaskiego |                                              | Bogdan Dyjuk (PSL)                           | 7 maja 2024(dts)       |                        |
| Członek Zarządu Województwa Podlaskiego |                                              | Jacek Piorunek (PO)                          | 7 maja 2024(dts)       |                        |

## Zarząd Województwa Pomorskiego VII kadencji
| Funkcja                                 | Imię i nazwisko (reprezentowane ugrupowanie) | Imię i nazwisko (reprezentowane ugrupowanie) | Czas pełnienia funkcji | Czas pełnienia funkcji |
| Funkcja                                 | Imię i nazwisko (reprezentowane ugrupowanie) | Imię i nazwisko (reprezentowane ugrupowanie) | Od                     | Do                     |
| --------------------------------------- | -------------------------------------------- | -------------------------------------------- | ---------------------- | ---------------------- |
| Marszałek Województwa Pomorskiego       |                                              | Mieczysław Struk (PO)                        | 24 czerwca 2024(dts)   |                        |
| Wicemarszałek Województwa Pomorskiego   | Leszek Bonna (PO)                            | 24 czerwca 2024(dts)                         |                        |                        |
| Wicemarszałek Województwa Pomorskiego   | Marcin Skwierawski (PO)                      | 24 czerwca 2024(dts)                         |                        |                        |
| Członek Zarządu Województwa Pomorskiego |                                              | Adam Gawrylik (PSL)                          | 24 czerwca 2024(dts)   |                        |
| Członek Zarządu Województwa Pomorskiego |                                              | Iwona Mielewczyk (PO)                        | 24 czerwca 2024(dts)   | 29 lipca 2024(dts)     |
| Członek Zarządu Województwa Pomorskiego |                                              | Agnieszka Baranowska (Polska 2050)           | 29 lipca 2024(dts)     |                        |

## Zarząd Województwa Śląskiego VII kadencji
| Funkcja                               | Imię i nazwisko (reprezentowane ugrupowanie) | Imię i nazwisko (reprezentowane ugrupowanie) | Czas pełnienia funkcji | Czas pełnienia funkcji |
| Funkcja                               | Imię i nazwisko (reprezentowane ugrupowanie) | Imię i nazwisko (reprezentowane ugrupowanie) | Od                     | Do                     |
| ------------------------------------- | -------------------------------------------- | -------------------------------------------- | ---------------------- | ---------------------- |
| Marszałek Województwa Śląskiego       |                                              | Wojciech Saługa (PO)                         | 6 maja 2024(dts)       |                        |
| Wicemarszałek Województwa Śląskiego   |                                              | Grzegorz Boski (PSL)                         | 6 maja 2024(dts)       |                        |
| Wicemarszałek Województwa Śląskiego   |                                              | Bartłomiej Sabat (PO)                        | 6 maja 2024(dts)       | 4 listopada 2024(dts)  |
| Członek Zarządu Województwa Śląskiego |                                              | Rafał Adamczyk (NL)                          | 6 maja 2024(dts)       |                        |
| Członek Zarządu Województwa Śląskiego |                                              | Joanna Bojczuk (PO)                          | 6 maja 2024(dts)       |                        |
| Wicemarszałek Województwa Śląskiego   |                                              | Leszek Pietraszek                            | 4 listopada 2024(dts)  |                        |

## Zarząd Województwa Świętokrzyskiego VII kadencji
| Funkcja                                      | Imię i nazwisko (reprezentowane ugrupowanie) | Imię i nazwisko (reprezentowane ugrupowanie) | Czas pełnienia funkcji | Czas pełnienia funkcji |
| Funkcja                                      | Imię i nazwisko (reprezentowane ugrupowanie) | Imię i nazwisko (reprezentowane ugrupowanie) | Od                     | Do                     |
| -------------------------------------------- | -------------------------------------------- | -------------------------------------------- | ---------------------- | ---------------------- |
| Marszałek Województwa Świętokrzyskiego       |                                              | Renata Janik (PiS)                           | 6 maja 2024(dts)       |                        |
| Wicemarszałek Województwa Świętokrzyskiego   | Marek Bogusławski (PiS)                      | 6 maja 2024(dts)                             |                        |                        |
| Wicemarszałek Województwa Świętokrzyskiego   | Grzegorz Socha (PiS)                         | 6 maja 2024(dts)                             |                        |                        |
| Członek Zarządu Województwa Świętokrzyskiego | Anita Koniusz (PiS)                          | 6 maja 2024(dts)                             |                        |                        |
| Członek Zarządu Województwa Świętokrzyskiego | Andrzej Pruś (PiS)                           | 6 maja 2024(dts)                             |                        |                        |

## Zarząd Województwa Warmińsko-Mazurskiego VII kadencji
| Funkcja                                           | Imię i nazwisko (reprezentowane ugrupowanie) | Imię i nazwisko (reprezentowane ugrupowanie) | Czas pełnienia funkcji | Czas pełnienia funkcji |
| Funkcja                                           | Imię i nazwisko (reprezentowane ugrupowanie) | Imię i nazwisko (reprezentowane ugrupowanie) | Od                     | Do                     |
| ------------------------------------------------- | -------------------------------------------- | -------------------------------------------- | ---------------------- | ---------------------- |
| Marszałek Województwa Warmińsko-Mazurskiego       |                                              | Marcin Kuchciński (PO)                       | 14 maja 2024(dts)      |                        |
| Wicemarszałek Województwa Warmińsko-Mazurskiego   |                                              | Sylwia Jaskulska (PSL)                       | 14 maja 2024(dts)      |                        |
| Wicemarszałek Województwa Warmińsko-Mazurskiego   |                                              | Katarzyna Sobiech (PO)                       | 14 maja 2024(dts)      |                        |
| Członek Zarządu Województwa Warmińsko-Mazurskiego |                                              | Maria Bąkowska (PSL)                         | 14 maja 2024(dts)      |                        |
| Członek Zarządu Województwa Warmińsko-Mazurskiego |                                              | Robert Turlej (PO)                           | 14 maja 2024(dts)      |                        |

## Zarząd Województwa Wielkopolskiego VII kadencji
| Funkcja                                     | Imię i nazwisko (reprezentowane ugrupowanie) | Imię i nazwisko (reprezentowane ugrupowanie) | Czas pełnienia funkcji | Czas pełnienia funkcji |
| Funkcja                                     | Imię i nazwisko (reprezentowane ugrupowanie) | Imię i nazwisko (reprezentowane ugrupowanie) | Od                     | Do                     |
| ------------------------------------------- | -------------------------------------------- | -------------------------------------------- | ---------------------- | ---------------------- |
| Marszałek Województwa Wielkopolskiego       |                                              | Marek Woźniak (PO)                           | 20 maja 2024(dts)      |                        |
| Wicemarszałek Województwa Wielkopolskiego   |                                              | Krzysztof Grabowski (PSL)                    | 20 maja 2024(dts)      |                        |
| Wicemarszałek Województwa Wielkopolskiego   | Wojciech Jankowiak (PSL)                     | 20 maja 2024(dts)                            |                        |                        |
| Członek Zarządu Województwa Wielkopolskiego |                                              | Jacek Bogusławski (PO)                       | 20 maja 2024(dts)      |                        |
| Członek Zarządu Województwa Wielkopolskiego |                                              | Katarzyna Kretkowska (NL)                    | 20 maja 2024(dts)      |                        |

## Zarząd Województwa Zachodniopomorskiego VII kadencji
| Funkcja                                          | Imię i nazwisko (reprezentowane ugrupowanie) | Imię i nazwisko (reprezentowane ugrupowanie) | Czas pełnienia funkcji | Czas pełnienia funkcji |
| Funkcja                                          | Imię i nazwisko (reprezentowane ugrupowanie) | Imię i nazwisko (reprezentowane ugrupowanie) | Od                     | Do                     |
| ------------------------------------------------ | -------------------------------------------- | -------------------------------------------- | ---------------------- | ---------------------- |
| Marszałek Województwa Zachodniopomorskiego       |                                              | Olgierd Geblewicz (PO)                       | 9 maja 2024(dts)       |                        |
| Wicemarszałek Województwa Zachodniopomorskiego   | Anna Bańkowska (PO)                          | 9 maja 2024(dts)                             |                        |                        |
| Wicemarszałek Województwa Zachodniopomorskiego   | Jakub Kowalik (PO)                           | 9 maja 2024(dts)                             |                        |                        |
| Członek Zarządu Województwa Zachodniopomorskiego |                                              | Bogdan Jaroszewicz (NL)                      | 9 maja 2024(dts)       |                        |
| Członek Zarządu Województwa Zachodniopomorskiego |                                              | Marcin Łapeciński (PSL)                      | 9 maja 2024(dts)       |                        |